# Isacco I Comneno
Isacco I Comneno (in greco Ισαάκιος Α΄ Κομνηνός?, Isaakios I Komnēnos; Costantinopoli, 1005 – Monastero di Studion, 1060 o 1061) è stato un imperatore bizantino.
Fu basileus dei romei dal 1º settembre 1057 fino al 22 novembre 1059.

## Biografia

### Origini
Isacco era figlio di Manuele Comneno Erotico, un umile soldato appartenente ad una famiglia di origine valacca che viveva nei pressi della cittadina di Komne, nei pressi di Filippopoli. Entrato nell'esercito, nel 978 d.C., aveva dato segno di lealtà e grandi capacità nella difesa della città di Nicea contro l'usurpatore ribelle Bardas Sclero. In considerazione a tali meriti il basileus Basilio II premiò Manuele concedendogli grandi tenute agricole nei pressi di Kastamonu in Paflagonia e nominandolo "strategos autokrator" per l'Anatolia.
Sul letto di morte, nel 1020, Manuele chiese all'imperatore il favore di occuparsi dell'educazione dei suoi tre figli e Basilio II acconsentì: Isacco e suo fratello Giovanni furono così educati al monastero di Studion e ricevettero incarichi militari di grande rilevanza mentre la sorella minore, nata nel 1012, appena raggiunta l'età, sposò Michele Dokeiano, il Catepano d'Italia.

### Ascesa al trono
Negli anni convulsi che seguirono la morte di Basilio II, Isacco tenne una condotta molto prudente che gli valse il sostegno tanto dell'esercito, quanto della corte. Dal 1042 al 1057 tenne vari comandi in Anatolia finché, morta Teodora, l'ultima discendente della Casa dei Macedoni, salì al trono Michele VI: poco carismatico, il nuovo imperatore si alienò il sostegno dell'esercito di cui ridusse le paghe e gli effettivi; su richiesta di altri generali, Isacco cercò di perorare la causa dell'esercito e della aristocrazia anatolica ma l'imperatore l'umiliò pubblicamente e lo costrinse a dimettersi dai suoi incarichi.
In risposta alla politica imperiale, Isacco riuscì a raccogliere un vasto consenso e si ribellò al governo imperiale: l'8 giugno del 1057 fu proclamato imperatore dalle sue truppe ed iniziò a marciare sulla Capitale; Michele VI, pressato dalla corte, tentò di resistere con le armi ma il suo esercito, dopo alcuni iniziali successi, fu sconfitto dalle forze di Isacco nella battaglia di Petroe. Impossibilitato a resistere, Michele VI decise di adottare quale figlio ed erede al trono Isacco e gli offrì il titolo di Kaisar ma prima che le trattative fossero concluse, la popolazione della capitale si ribellò a Michele che, stanco, decise di abdicare in favore di Isacco. Il 1º settembre dello stesso anno, grazie anche al rilevante appoggio del patriarca Michele Cerulario, Isacco fu incoronato in Santa Sofia.

### Regno
Primo atto del nuovo sovrano fu quello di premiare i sostenitori con nomine nell'esercito e nella burocrazia che li allontanassero da Costantinopoli e poi si concentrò sulla precaria situazione finanziaria dell'impero: limitò i salari dei funzionari e dei burocrati di corte, eliminò numerose pensioni e sinecure, ridusse le spese di corte, revocò numerose pronoie ed, infine, si appropriò di parte delle terre e delle rendite dei più ricchi monasteri; il patriarca Cerulario, che pure aveva patrocinato Isacco, si oppose duramente e l'imperatore decise di esiliarlo nel 1058.
Riassestato il bilancio, l'imperatore aumentò le spese militari ed intraprese una campagna militare nei Balcani contro Andrea I d'Ungheria e contro i Peceneghi i quali, nel corso degli anni precedenti, avevano ripetutamente saccheggiato la Tracia; la spedizione fu un completo successo: il re d'Ungheria accettò di ritornare nei suoi confini iniziali ed i Pechenghi furono costretti a ritirarsi.
Alcune settimane dopo essere tornato dalla spedizione, tuttavia, le condizioni di salute dell'imperatore iniziarono a peggiorare e ben presto i funzionari di corte, primo di tutti Michele Psello, cominciarono a complottare in modo da influenzare la successione al trono: sempre più stanco e prostrato e ancor di più impopolare per via della severa politica economica, Isacco decise, il 22 novembre 1059, su consiglio dello stesso Psello, di abdicare in favore di un lontano parente, Costantino Ducas, ignorando in tal modo i diritti dei figli e del fratello minore, Giovanni Comneno.

### Ultimi anni
Dopo l'abdicazione, Isacco si ritirò al monastero di Studion: si riprese dalla malattia e passò gli ultimi due anni della propria vita conducendo una vita semplice e austera, allietata dalla presenza della moglie e della figlia e dagli studi letterari: scrisse un compendio all'Iliade e diverse opere sui poemi omerici, alcuni frammenti dei quali sono giunti fino a noi; morì nell'inverno del 1060 o agli inizi del 1061.
Il regno di Isacco, sebbene breve, non fu privo di lascito: ridiede forza e prestigio all'esercito, restaurò le finanze, migliorò l'amministrazione pubblica e sebbene la sua politica sia stata estremamente impopolare tra i ceti elevati e non compresa dalla popolazione, certamente contribuì alla sopravvivenza dell'Impero Bizantino.

## Famiglia
Isacco si sposò con Caterina (divenuta poi suora col nome di Xene), figlia del re di Bulgaria Ivan Vladislav. Dal loro matrimonio nacquero due figli, uno maschio e una femmina:
- Manuele Comneno, morto prima del 1059;
- Maria Comnena, divenne suora.

## Galleria d'immagini

Bandiera dell'esercito bizantino durante il regno di Isacco I Comneno.
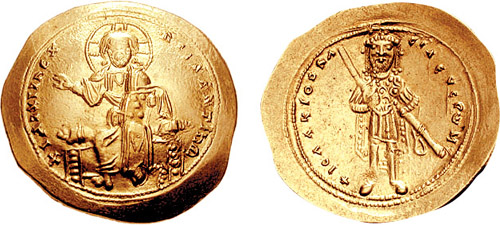
Histamenon di Isacco I Comneno.
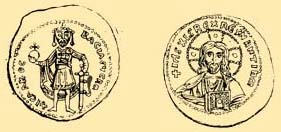
Histamenon di Isacco I Comneno.